# Тиранчик-довгохвіст рудокрилий

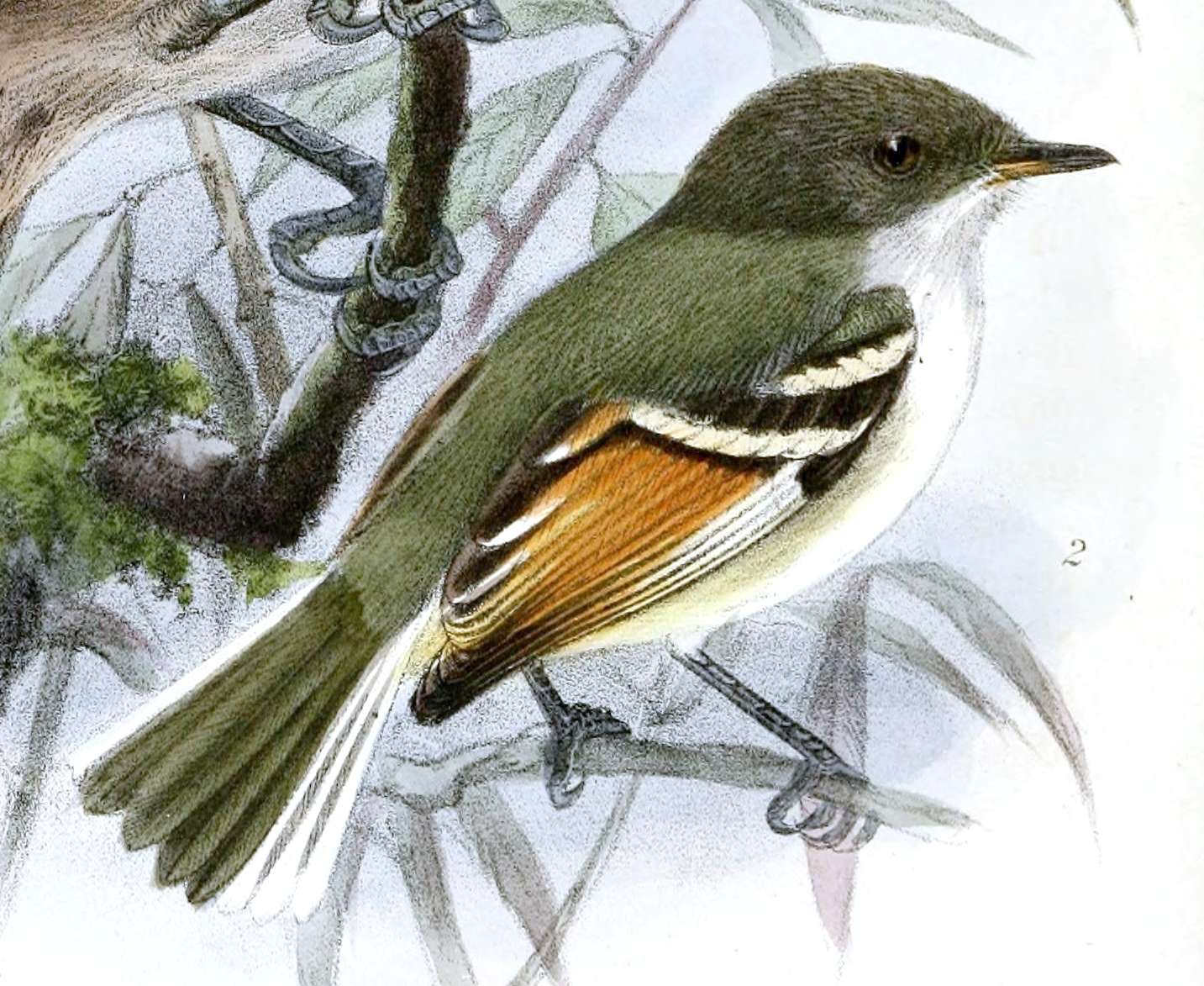
Рудокрилий триначик-довгохвіст

Тира́нчик-довгохві́ст рудокрилий (Mecocerculus calopterus) — вид горобцеподібних птахів родини тиранових (Tyrannidae). Мешкає в Еквадорі і Перу.

## Поширення і екологія
Рудокрилі тиранчики-довгохвости мешкають в Андах на заході і на південному сході Еквадору та на півночі Перу (на південь до Ламбаєке і Ла-Лібертада). Вони живуть у вологих гірських тропічних лісах, у вологих і сухих рівнинних тропічних лісах та на плантаціях. Зустрічаються на висоті від 400 до 1950 м над рівнем моря.